# 9737 Dudarova
9737 Dudarova (1986 SC2) là một tiểu hành tinh vành đai chính được phát hiện ngày 29 tháng 9 năm 1986 bởi L. G. Karachkina ở Đài vật lý thiên văn Crimean.